# Aphonopelma jungi
Aphonopelma jungi là một loài nhện trong họ Theraphosidae.
Loài này thuộc chi Aphonopelma. Aphonopelma jungi được miêu tả năm 1995 bởi Smith.